# Torneo Nacional de Boxeo Playa Girón 1998
Das Torneo Nacional de Boxeo Playa Girón 1998 wurde vom 25. Januar bis zum 3. Februar 1998 in der Provinz Villa Clara ausgetragen und war die 37. Austragung der nationalen kubanischen Meisterschaften im Amateurboxen.

## Medaillengewinner
Die Meistertitel wurden in zwölf Gewichtsklassen vergeben.
| Gewichtsklasse                  | Gold                 | Silber           | Bronze               |
| ------------------------------- | -------------------- | ---------------- | -------------------- |
| Halbfliegengewicht (bis 48 kg)  | Yudel Johnson        | Yan Barthelemí   | Barbaro Núñez        |
| Halbfliegengewicht (bis 48 kg)  | Yudel Johnson        | Yan Barthelemí   | Juan Ramírez         |
| Fliegengewicht (bis 51 kg)      | Manuel Mantilla      | Osvaldo Liranza  | Geovani Sánchez      |
| Fliegengewicht (bis 51 kg)      | Manuel Mantilla      | Osvaldo Liranza  | Yusney Fuentes       |
| Bantamgewicht (bis 54 kg)       | Enrique Carrión      | Rencise Pérez    | Guillermo Rigondeaux |
| Bantamgewicht (bis 54 kg)       | Enrique Carrión      | Rencise Pérez    | Waldemar Font        |
| Federgewicht (bis 57 kg)        | Neslan Machado       | Eduardo Aces     | Yoandry Reyes        |
| Federgewicht (bis 57 kg)        | Neslan Machado       | Eduardo Aces     | Enrique Fonseca      |
| Leichtgewicht (bis 60 kg)       | Jorge Ignacio García | Alberto Cobas    | Isidro Fernández     |
| Leichtgewicht (bis 60 kg)       | Jorge Ignacio García | Alberto Cobas    | Inocente Fiss        |
| Halbweltergewicht (bis 63,5 kg) | Lorenzo Aragón       | Yoel Delvas      | Victor Romero        |
| Halbweltergewicht (bis 63,5 kg) | Lorenzo Aragón       | Yoel Delvas      | Eduardo Inerarity    |
| Weltergewicht (bis 67 kg)       | Héctor Vinent        | Diógenes Luna    | Yoendri Baro         |
| Weltergewicht (bis 67 kg)       | Héctor Vinent        | Diógenes Luna    | Glendys Hernández    |
| Halbmittelgewicht (bis 71 kg)   | Anibal Rodríguez     | Daniel Hurtado   | Mitchel Manes        |
| Halbmittelgewicht (bis 71 kg)   | Anibal Rodríguez     | Daniel Hurtado   | Yordanis Despaigne   |
| Mittelgewicht (bis 75 kg)       | Ariel Hernández      | Jorge Gutiérrez  | Isney Stuart         |
| Mittelgewicht (bis 75 kg)       | Ariel Hernández      | Jorge Gutiérrez  | Alexis Moreau        |
| Halbschwergewicht (bis 81 kg)   | Humberto Savigne     | Isael Álvarez    | Yurkis Sterling      |
| Halbschwergewicht (bis 81 kg)   | Humberto Savigne     | Isael Álvarez    | Noel Pérez           |
| Schwergewicht (bis 91 kg)       | Félix Savón          | Juan Cause Delis | Freddy Rojas         |
| Schwergewicht (bis 91 kg)       | Félix Savón          | Juan Cause Delis | Idelfonso Castillo   |
| Superschwergewicht (über 91 kg) | Armando Campuzano    | Adonis Conti     | Leonardo Enrich      |
| Superschwergewicht (über 91 kg) | Armando Campuzano    | Adonis Conti     | Michel López         |